# Yoshinori Doi
Yoshinori Doi (født 2. april 1972) er en tidligere japansk fodboldspiller.
Han har spillet for flere forskellige klubber i sin karriere, herunder Kawasaki Frontale.